# Шахматы с кубиками
Ша́хматы с ку́биками — азартная игра, одновременно являясь разновидностью как костей, так и шахмат. В этой игре допустимый ход шахматных фигур зависит не целиком от желания игрока, а от чисел, которые выпадают на гранях игральных костей.
Шахматы с кубиками существовали параллельно с обычными шахматами. Первоначально, до XI века, шахматы с кубиками были распространены в Бирме и Индии; а между XI и XIV веками получили широкое распространение по всей Европе. Строго разделения на логические шахматы и азартные шахматы в это время не было. Единых, унифицированных правил у этой игры никогда не было, существует несколько вариантов этой игры.
Количество костей в игре может быть различное. Каждой фигуре соответствует число, например, может быть: король — 6, ферзь — 5, ладья — 4, слон — 3, конь — 2, пешка — 1. Если на костях выпадают числа, но фигуры, соответствующие им, не могут совершить ход, то игрок пропускает ход. Для победы необходимо поставить мат (в некоторых вариантах игры — съесть короля соперника).

## Шахматы с кубиками в России
5-6 апреля 2025 года в Сочи состоялся Первый Открытый Чемпионат России по шахматам с кубиками. В Чемпионате приняли участие более 200 человек из разных регионов страны.